# 王綸 (天順進士)
王綸（1431年—1524），字廷言，号纳齐，晚号槐屋、有槐，湖廣襄陽府襄陽縣人，明朝政治人物。進士出身。

## 生平
湖廣鄉試第十名。天順四年（1460年）庚辰科會試第三十一名，殿試登進士第三甲第八十一名。曾任文林郎、河南道监察御史，著有《南北纪行稿》。

## 家族
曾祖父王珙。祖父王昶。父亲王參，曾任教授。